# Leichtathletik-Länderkampf der Männer 1939 Italien – Deutschland
| 5. Leichtathletik-Länderkampf mit deutscher Beteiligung 1939 | 5. Leichtathletik-Länderkampf mit deutscher Beteiligung 1939 |                       |
| ------------------------------------------------------------ | ------------------------------------------------------------ | --------------------- |
|                                                              |                                                              |                       |
| Ländervergleich der Männer: Italien – Deutschland            |                                                              |                       |
| Austragungsort                                               | Mailand                                                      |                       |
| Wettbewerbe                                                  | 19                                                           |                       |
| Datum                                                        | 15./16. Juli 1939                                            |                       |
| 1. GER 2. ITA                                                | 110,5 Punkte 067,5 Punkte                                    |                       |
| Chronik                                                      |                                                              |                       |
| ← DNK-GER (M)                                                | GER-YUG/GER-ROU (M) →                                        | GER-YUG/GER-ROU (M) → |

Im fünften Vergleich des Länderkampfjahres 1939 gab es mit Italien erneut einen Premierengegner für Deutschlands Leichtathleten in einem Zwei-Länderkampf. Ausgetragen wurde die Begegnung am 15./16. Juli im italienischen Mailand. In einem Fünf-Länderkampf mit Schweden, Japan und Ungarn waren die beiden Länder 1935 allerdings bereits einmal aufeinander getroffen. Damals hatte Deutschland Platz zwei und Italien Platz fünf belegt.

## Wettbewerbe und Modus
In diesem Aufeinandertreffen standen abgesehen vom Marathonlauf, 3000-Meter-Hindernislauf, vom damals einzigen Gehwettbewerbs und vom Zehnkampf alle olympischen Disziplinen auf dem Programm. Die Veranstaltung wurde verteilt auf zwei Tage durchgeführt.
Gewertet wurde nicht nach dem inzwischen meist üblichen Verfahren, sondern in den Einzeldisziplinen umgekehrt ausgerichtet an der Platzierung aus, das heißt: Pl. 1: 4 P, Pl. 2: 3 P, …, Pl. 4: 1 P. In den Staffeln wurden jeweils drei zu eins Punkte verteilt.

## Besonderes Ereignis
Mit großer Spannung erwarteten vor allem die italienischen Zuschauer das 800-Meter-Duell zwischen dem Italiener Mario Lanzi, Olympiazweiter von 1936 sowie EM-Dritter von 1938, und dem deutschen Europameister Rudolf Harbig. Lanzi versuchte, den spurtstarken Harbig mit einem Tempolauf auf Biegen und Brechen zu besiegen. Doch Harbig zog auf den letzten einhundert Metern vorbei und lief mit zuletzt großem Vorsprung ins Ziel. Mit 1:46,6 Minuten verbesserte er den bestehenden Weltrekord um 1,8 Sekunden.
Am zweiten Tag des Länderkampfs trafen Lanzi und Harbig über 400 Meter noch einmal aufeinander. Wieder siegte Harbig und beide liefen mit 46,7 Sekunden erneut eine ausgezeichnete Zeit. Schließlich ging auch das Duell der Schlussläufer Lanzi gegen Harbig in der 4-mal-400-Meter-Staffel mit zwei Sekunden Vorsprung an Rudolf Harbig.

## Ergebnis
Italiens Sportler entschieden von den Laufwettbewerben nur das Rennen über 200 Meter für sich. Alle anderen Wettbewerbe aus diesem Bereich einschließlich der Staffeln gingen an die deutschen Leichtathleten. Von den technischen Disziplinen gewann Italien einzig den Weitsprung, sodass es am Ende mit 110,5 zu 67,5 Punkten einen sehr überzeugenden Sieg für Deutschland gab.

## Legende
Kurze Übersicht zur Bedeutung der Symbolik – so üblicherweise auch in sonstigen Veröffentlichungen verwendet:
| WR | Weltrekord |

## Resultate

### 100 m
| Platz | Athlet          | Land | Zeit (s) |
| ----- | --------------- | ---- | -------- |
| 1     | Jakob Scheuring | GER  | 10,4     |
| 2     | Orazio Mariani  | ITA  | 10,4     |
| 3     | Karl Neckermann | GER  | 10,5     |
| 4     | Edoardo Daelli  | ITA  | 10,7     |

Datum: 16. Juli

### 200 m
| Platz | Athlet          | Land | Zeit (s) |
| ----- | --------------- | ---- | -------- |
| 1     | Orazio Mariani  | ITA  | 21,2     |
| 2     | Jakob Scheuring | GER  | 21,2     |
| 3     | Karl Neckermann | GER  | 21,3     |
| 4     | Tullio Gonnelli | ITA  | 21,7     |

Datum: 15. Juli

### 400 m
| Platz | Athlet          | Land | Zeit (s) |
| ----- | --------------- | ---- | -------- |
| 1     | Rudolf Harbig   | GER  | 46,7     |
| 2     | Mario Lanzi     | ITA  | 46,7     |
| 3     | Ottavio Missoni | ITA  | 47,8     |
| 4     | Helmut Hamann   | GER  | 48,2     |

Datum: 16. Juli

### 800 m
| Platz | Athlet           | Land | Zeit (min) |
| ----- | ---------------- | ---- | ---------- |
| 1     | Rudolf Harbig    | GER  | 1:46,6 WR  |
| 2     | Mario Lanzi      | ITA  | 1:49,0000  |
| 3     | Hans Brandscheit | GER  | 1:50,3000  |
| 4     | Bellini          | ITA  | 1:52,6000  |

Datum: 15. Juli

### 1500 m
| Platz | Athlet          | Land | Zeit (min) |
| ----- | --------------- | ---- | ---------- |
| 1     | Harry Mehlhose  | GER  | 3:53,2     |
| 2     | Herbert Jakob   | GER  | 3:54,8     |
| 3     | Guerrino Vitale | ITA  | 3:57,4     |
| 4     | Zipoli          | ITA  | 4:16,8     |

Datum: 15. Juli

### 5000 m
| Platz | Athlet               | Land | Zeit (min) |
| ----- | -------------------- | ---- | ---------- |
| 1     | Fritz Schaumburg     | GER  | 14:43,8    |
| 2     | Hermann Eberlein     | GER  | 14:43,8    |
| 3     | Giuseppe Beviacqua   | ITA  | 14:45,8    |
| 4     | Salvatore Mastroieni | ITA  | 15:11,3    |

Datum: 16. Juli

### 10.000 m
| Platz | Athlet             | Land | Zeit (min) |
| ----- | ------------------ | ---- | ---------- |
| 1     | Max Syring         | GER  | 31:23,4    |
| 2     | Giuseppe Beviacqua | ITA  | 31:25,4    |
| 3     | Ernst Eberhardt    | GER  | 32:52,8    |
| 4     | Giovanni Torassa   | ITA  | 33:44,2    |

Datum: 15. Juli

### 110 m Hürden
| Platz | Athlet            | Land | Zeit (s) |
| ----- | ----------------- | ---- | -------- |
| 1     | Georg Glaw        | GER  | 14,8     |
| 2     | Erwin Wegner      | GER  | 14,9     |
| 3     | Giorgio Oberweger | ITA  | 15,1     |
| 4     | Edoardo Eritale   | ITA  | 15,3     |

Datum: 16. Juli

### 400 m Hürden
| Platz | Athlet                    | Land | Zeit (s) |
| ----- | ------------------------- | ---- | -------- |
| 1     | Friedrich-Wilhelm Hölling | GER  | 52,6     |
| 2     | Georg Glaw                | GER  | 54,4     |
| 3     | Giuseppe Russo            | ITA  | 54,7     |
| 4     | Angelo Lualdi             | ITA  | 56,1     |

Datum: 15. Juli

### 4 × 100 m Staffel
| Platz | Besetzung          | Land                                                         | Zeit (s) |
| ----- | ------------------ | ------------------------------------------------------------ | -------- |
| 1     | Deutsches Reich    | Manfred Kersch Gerd Hornberger Karl Neckermann Willi Bönecke | 40,6     |
| 2     | Königreich Italien | Orazio Mariani Amelio Monacci Edoardo Daelli Tullio Gonnelli | 41,6     |

Datum: 16. Juli

### 4 × 400 m Staffel
| Platz | Besetzung          | Land                                                                  | Zeit (min) |
| ----- | ------------------ | --------------------------------------------------------------------- | ---------- |
| 1     | Deutsches Reich    | Helmut Hamann Friedrich-Wilhelm Hölling Jakob Scheuring Rudolf Harbig | 3:10,4     |
| 2     | Königreich Italien | Ottavio Missoni Bruno Donnini Gioacchino Dorascenzi Mario Lanzi       | 3:12,4     |

Datum: 16. Juli

### Hochsprung
| Platz | Athlet              | Land | Höhe (m) |
| ----- | ------------------- | ---- | -------- |
| 1     | Karl-Heinz Langhoff | GER  | 1,90     |
| 2     | Günther Gehmert     | GER  | 1,90     |
| 2     | Alfredo Campagner   | ITA  | 1,90     |
| 4     | Eugenio Donadoni    | ITA  | 1,85     |

Datum: 15. Juli

### Stabhochsprung
| Platz | Athlet                | Land | Höhe (m) |
| ----- | --------------------- | ---- | -------- |
| 1     | Josef Haunzwickel     | GER  | 4,07     |
| 2     | Mario Romeo           | ITA  | 3,90     |
| 3     | Giambattista Boscutti | ITA  | 3,80     |
| 4     | Karl Sutter           | GER  | 3,80     |

Datum: 16. Juli

### Weitsprung
| Platz | Athlet            | Land | Weite (m) |
| ----- | ----------------- | ---- | --------- |
| 1     | Arturo Maffei     | ITA  | 7,58      |
| 2     | Luz Long          | GER  | 7,45      |
| 3     | Guido Bologna     | ITA  | 7,24      |
| 4     | Herbert Lindemann | GER  | 6,82      |

Datum: 16. Juli

### Dreisprung
| Platz | Athlet         | Land | Weite (m) |
| ----- | -------------- | ---- | --------- |
| 1     | Edmund Koch    | GER  | 14,63     |
| 2     | Bini           | ITA  | 14,45     |
| 3     | Vittorio Turco | ITA  | 14,45     |
| 4     | Walter Ziebe   | GER  | 14,29     |

Datum: 15. Juli

### Kugelstoßen
| Platz | Athlet           | Land | Weite (m) |
| ----- | ---------------- | ---- | --------- |
| 1     | Heinrich Trippe  | GER  | 16,22     |
| 2     | Gerhard Stöck    | GER  | 16,11     |
| 3     | Angiolo Profeti  | ITA  | 14,99     |
| 4     | Ruggero Biancani | ITA  | 14,12     |

Datum: 16. Juli

### Diskuswurf
| Platz | Athlet            | Land | Weite (m) |
| ----- | ----------------- | ---- | --------- |
| 1     | Johann Wotapek    | GER  | 51,53     |
| 2     | Ernst Lampert     | GER  | 49,81     |
| 3     | Giorgio Oberweger | ITA  | 49,10     |
| 4     | Adolfo Consolini  | ITA  | 48,67     |

Datum: 16. Juli

### Hammerwurf
| Platz | Athlet             | Land | Weite (m) |
| ----- | ------------------ | ---- | --------- |
| 1     | Erwin Blask        | GER  | 56,32     |
| 2     | Karl Storch        | GER  | 53,19     |
| 3     | Michele Venanzetti | ITA  | 47,95     |
| 4     | Teseo Taddia       | ITA  | 45,95     |

Datum: 15. Juli

### Speerwurf
| Platz | Athlet          | Land | Weite (m) |
| ----- | --------------- | ---- | --------- |
| 1     | Karl-Heinz Berg | GER  | 63,81     |
| 2     | Ferdinand Busse | GER  | 62,07     |
| 3     | Bruno Rossi     | ITA  | 56,42     |
| 4     | Raffaele Drei   | ITA  | 55,30     |

Datum: 15. Juli

## Einzelbeleg
1. ↑  Neuer Weltrekorud Harbig's im 800 m. Lauf Überlegener Sieg Deutschlands über ltalien. In: Revalsche Zeitung vom 17. Juli 1939, Nr. 158, abgerufen am 12. Dezember 2024